# Ballads & Memories
『Ballads & Memories』（バラーズ・アンド・メモリーズ）は、globe初のバラード・ベスト・アルバム。CCCD仕様。

## 解説
小室哲哉とKEIKOの結婚を祝して、急遽リリースされた。両者の結婚披露宴の最後に歌唱された「DEPARTURES」にマーク・パンサーのラップを加えたニューバージョンが収録されている。

## 収録曲
全作曲・編曲:小室哲哉
1. Precious Memories
作詞:小室哲哉
1stアルバム『globe』収録曲。
2. Can't Stop Fallin' in Love
作詞:小室哲哉&MARC
7thシングル。
3. I'm still alone
作詞:小室哲哉&MARC
3rdアルバム『Love again』収録曲。
4. Open Wide
作詞:小室哲哉&MARC
『Love again』収録曲。
5. Wanderin' Destiny
作詞:小室哲哉&MARC
11thシングル。
6. Sa Yo Na Ra
作詞:小室哲哉&MARC
14thシングル。
7. like a snowy kiss
作詞:KEIKO
4thアルバム『Relation』収録曲。
8. illusion
作詞:KEIKO
『Relation』収録曲。
9. on the way to YOU
作詞:KEIKO　ストリングスアレンジ:Randy Waldman
globe featuring KEIKO名義のシングル。シングルバージョンはアルバム初収録。
10. 女神
作詞:小室哲哉
7thアルバム『Lights』収録曲。
11. INSPIRED FROM RED & BLUE
作詞:小室哲哉　Rap詞:MARC
27thシングルの2曲目。
12. US
作詞:小室哲哉　Rap詞:MARC
8thアルバム『Lights2』収録曲。
13. DEPARTURES（ARRIVAL version）
作詞:小室哲哉　Rap詞:MARC
4thシングルのリアレンジバージョン。